# 富洛凯尔奇
富洛凯尔奇，是匈牙利包尔绍德-奥包乌伊-曾普伦州所辖的一个村。总面积18.63平方公里，总人口395，人口密度21.2人/平方公里（2011年1月1日）。